# Carola (Apfel)

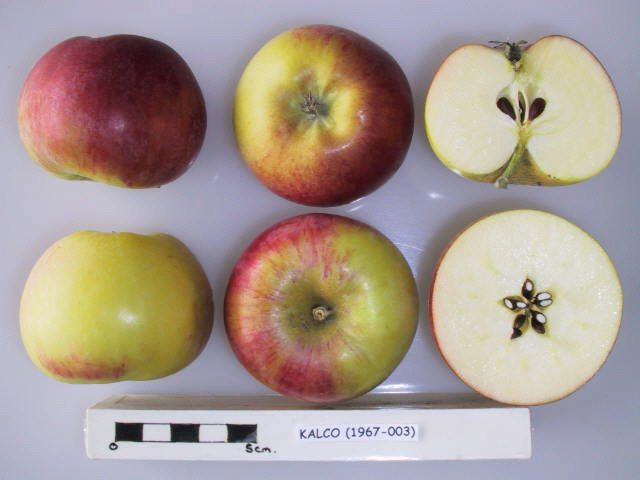
Ansicht der Frucht

Die Apfelsorte Carola (alternativ: Kalco) ist eine moderne Tafelobstsorte des Kulturapfels (Malus domestica), die in West- und Mitteleuropa angebaut wird.

## Beschreibung
Der Baum ist von mittelstarkem, später schwächerem Wuchs und bevorzugt offene nährstoffreiche Böden. Er trägt große, zitronengelbe auf der Sonnenseite rot geflammte Früchte, mit weiß-gelbem, mittelfestem Fruchtfleisch, die sehr saftig, spritzig süß und edelaromatisch sind. Die Frühwintersorte ist anfällig für Stippe, Glasigkeit, Fäulnis, Schorf, Mehltau (mittel) und ist druckempfindlich. Der Ertrag setzt sehr früh ein, teilweise schon im zweiten Standjahr und ist sehr hoch, nach sehr hohen Erträgen neigt die Sorte zur Alternanz.

## Verwendung
Neben der Verwendung als Tafelapfel kann eine industrielle Nutzung als Mus und Stücke erfolgen. Die Sorte ist bereits im September pflückreif und kann dann direkt verwendet werden (Genussreife), eine Lagerung ist bis Dezember möglich.

## Züchtungen und Geschichte
Diese Apfelsorte wurde in Müncheberg aus Samen der Cox’s Orangenrenette gezüchtet.

## Befruchtersorten
Alkmene, Cox Orange, James Grieve, Goldparmäne, Klarapfel, Idared, Geheimrat Dr. Oldenburg